# Kora'h (parasha)
Cet article concerne l'une des sections du cycle de lecture de la Torah. Pour les autres significations, voir Kora (homonymie).
Kora'h ou Qora'h (קרח — prononciation hébraïque du nom “Koré,” qui peut signifier “calvitie, glace, grêle, ou gel,” second mot, et premier distinctif de la parasha) est la 38e section hebdomadaire du cycle annuel de lecture de la Torah et la cinquième du Livre des Nombres.
Elle correspond à Nombres 16:1–18:32. Les Juifs de la Diaspora la lisent généralement en juin ou au début de juillet.

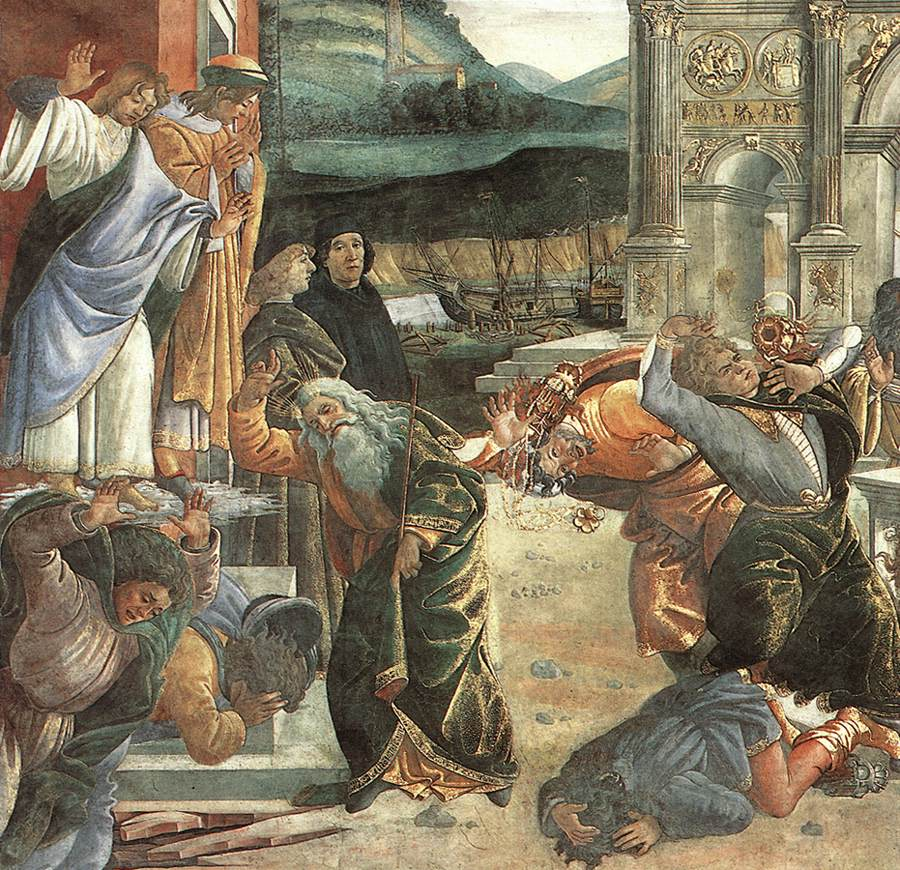
“Le Châtiment de Koré” (tableau de Sandro Botticelli)

## Résumé
Kora'h, Lévite éminent de la lignée de Kehath, auquel s'allient Dathan et Abirâm, princes de la tribu de Ruben, mène une rébellion contre l'autorité de Moïse et d'Aaron, arguant que tout le peuple étant saint, l'autorité ne pourrait demeurer en les mains de ces deux frères. Moïse s'en remet au jugement divin : que chacun, Aaron et Kora'h apportent un sacrifice d'encens, afin de déterminer laquelle sera agréée. Qora'h et ses gens sont engloutis par la terre, et une peste frappe le peuple, que seule l'offrande expiatoire d'encens d'Aaron permet d'apaiser. La préséance liturgique d'Aaron est encore confirmée par le fait que seul son bâton fleurit, au milieu de celui de chacun des princes des tribus.
La Torah répète les fonctions sacerdotales et l'interdit fait aux non-Cohanim d'officier au sanctuaire. Donc Korah se pose la question : « pourquoi choisis-tu ton frère Aaron aCohen ? »

### Divisions de la parasha lors de la lecture complète
La lecture de la parasha à la synagogue le sabbath est traditionnellement divisée en sept sections, pour lesquelles un membre différent de la congrégation est appelé à lire. La première lecture, le rishon, échoit traditionnellement à un Cohen, la seconde, appelée sheni, à un Levy, les suivantes à un israël (ni cohen ni levi). La septième section comporte une sous-section, le maftir, qui est lu par la personne qui lira ensuite la haftara.
Les sections de la parashat Kora'h sont:
- rishon:
- sheni:
- shlishi:
- revi'i:
- hamishi:
- shishi:
- shevi'i
- maftir:

### Divisions de la parasha lors de la lecture abrégée
Une lecture publique de la parasha fut instaurée par Ezra le Scribe le lundi et le jeudi à la synagogue. Cette lecture, sensiblement plus courte, ne comprend que trois sections, la première réservée au cohen, la seconde au levi, la troisième à un israël
- Section du cohen: Bemidbar[3]
- Section du levi: Bemidbar[3]
- Section de l'israël: Bemidbar[3]

### Maqam
Un maqam est un système de modes musicaux utilisé dans la musique arabe mélodique classique. Les juifs originaires des pays orientaux (Afrique du Nord, Syrie) s'en sont inspirés, et adaptent la mélodie de la liturgie du Shabbat en fonction du contenu de la parasha de cette semaine. Ils emploient 10 maqam différents, possédant chacun son usage propre.
Le maqam utilisé lors du sabbath au cours duquel on lit la parashat Kora'h est le Maqam Nahawand, du fait de la dispute initiée par Kora'h.

## Commandements
La Torah comporte, selon la tradition rabbinique, 613 prescriptions. Différents sages ont tenté d'en établir un relevé dans le texte biblique.
Selon l'un de ces computs les plus célèbres, le Sefer HaHinoukh, la parashat Kora'h comporte 5 prescriptions positives et 4 négatives:
- Les Cohanim et Lévites mâles ont pour obligation de monter la garde autour du sanctuaire ( 18,2)
- Il est interdit aux Cohanim d'effectuer le service des Lévites et vice versa, ainsi qu'aux Lévites d'effectuer le service d'une autre catégorie de Lévites ( 18,3)
- Il est interdit à un non-Cohen de faire le service au sanctuaire ( 18,4)
- Il est interdit de négliger la garde autour du sanctuaire ( 18,5)
- Il est obligatoire de racheter les premiers-nés de l'homme et de donner l'argent au Cohen ( 18,15)
- Il est interdit de racheter le premier-né d'un animal pur ( 18,17)
- Les Lévites doivent servir dans le sanctuaire ( 18,23)
- Il est obligatoire de prélever la dîme sur la semence du sol chaque année et de la donner aux Lévites ( 18,24)
- Les Lévites doivent eux-mêmes prélever une dîme sur la dîme, et la donner aux Cohanim ( 18,26)

## Haftara
La haftara est une portion des livres des Neviim ("Les Prophètes") qui est lue publiquement à la synagogue après la lecture de la Torah. Elle présente généralement un lien thématique avec la parasha qui l'a précédée.
La haftara de la parashat Kora'h est 1 Samuel 11:14–12:22.
Lorsque la parasha coïncide avec le Shabbat Rosh Hodesh (sabbath de la néoménie, comme c'est le cas en 2007), la haftarah est Isaïe 66:1–24.